# Antônio Carlos, Minas Gerais
Antônio Carlos  este un oraș din unitatea federativă Minas Gerais, Brazilia.